# Борис Гуджунов
Борис Гуджунов е български поп певец.

## Биография
Борис Гуджунов е роден на 22 май 1941 г. в град Пазарджик. Той е един от най-популярните поп певци в България. Името му става популярно в края на 60-те години на 20 век. Завършва техникум по фина механика и оптика. Работи в Киноцентъра и Оптико-механичния завод в София.
През 1963 г. е приет във ВИТИЗ „Кръстю Сарафов“, където учи до 1967 г. Успоредно с това учи в Школата за естрадни изпълнители при БНР през 1964 г.
В началото на концертната си дейност изпълнява рокендрол и кавър-версии на шлагери като солист на „Сребърните гривни“ и Биг бенда на БНР.
Първия си запис прави през 1964 – „Търси се една девойка“ (м. Петър Ступел). По-късно е солист на оркестър „София“ (1968 – 1971).
Прави гастроли в Русия, Полша, Сърбия, Турция, Германия, Италия, Куба, Алжир и Япония. Пише и текстовете на някои свои песни.
Той е сред оцелелите в самолетната катастрофа на 21 декември 1971 г., при която загива Паша Христова. След това започват проблемите му със сърцето и тежка форма на диабет.
За дълъг период от време след това изчезва от сцената. През 90-те години заедно с Борислав Грънчаров и Боян Иванов създават трио „Бо Бо Бо“.
През 1998 г. получава Голямата награда „Златният Орфей“ за цялостно творчество.
Работи съвместно с композиторите Зорница Попова, Морис Аладжем, Вили Казасян и Найден Андреев.
Дуетните му песни „Хора и улици“ – с Мими Иванова, и „За кой ли път“ – с Тони Димитрова, се превръщат в едни от най-големите му хитове. Има и два дуета: с Мария Нейкова – „Семейство Капулети“, и Маргарита Хранова – „Към теб, любов“, записан в албума ѝ „Марги и приятели“ от 1999 г., но и двата не са толкова популярни и хитови. Има дуети с Мими Николова – „Двата бряга“ и „Знаци“, и със Стефка Оникян – „Никога не е късно“.
Изпълнява песента „Хубавият град“ към филма „Моето бъдеще“ (1969), „Хора и улици“ с Мария Нейкова от филма „Момчето си отива“ (1972) и към филма „Бягство в Ропотамо“ (1973) заедно с Мими Николова и Боян Иванов.

## Личен живот
Борис Гуджунов сключва брак с Емилия, но по-късно се разделят. Борис и Емилия имат син, който живее във Великобритания. През 1981 г. Борис Гуджунов се запознава с полякинята Елжбета, с която по-късно сключва брак. Двамата имат син – Кристиян (р. 1993).

## Награди
| Година | Награда          | Песен / Композитор                        | Фестивал                               | Град / Държава |
| ------ | ---------------- | ----------------------------------------- | -------------------------------------- | -------------- |
| 1998   | Голямата награда | за цялостен принос                        | Международен фестивал „Златният Орфей“ | Слънчев бряг   |
| 1973   | III награда      | „Надежда“ (м. Атанас Косев)               | Международен фестивал „Златният Орфей“ | Слънчев бряг   |
| 1972   | III награда      | за изпълнение на немска песен             | Международен фестивал „Шлагерфестивал“ | Дрезден, ГДР   |
| 1971   | II награда       | „Каквато искаш ти бъди“ (м. Атанас Косев) | Международен фестивал „Златният Орфей“ | Слънчев бряг   |
| 1971   | II награда       | за изпълнител                             | Международен фестивал „Златният Орфей“ | Слънчев бряг   |

## Участия на фестивали и конкурси
| Година | Участие                                          | Песен / Композитор                              | Фестивал                                                           | Град / Държава |
| ------ | ------------------------------------------------ | ----------------------------------------------- | ------------------------------------------------------------------ | -------------- |
| 2008   | с Николай Урумов, Теди Георгиев и Оги Драндийски | „Карето“ (м. Камен Драндийски)                  | Фестивал за забавна песен „Бургас и морето“                        | Бургас         |
| 1988   |                                                  | „Всеки от нас“ (м. Огнян Георгиев)              | Международен фестивал „Златният Орфей“                             | Слънчев бряг   |
| 1987   |                                                  | „Спомен от лятото“ (м. Камен Драндийски)        | Фестивал за забавна песен „Бургас, морето и неговите трудови хора“ | Бургас         |
| 1985   |                                                  | „Море, любов“                                   | Фестивал за забавна песен „Бургас, морето и неговите трудови хора“ | Бургас         |
| 1977   | мелодия „Август“                                 | „Разговарям с теб“ (м. Захари Георгиев)         | Тв конкурс „Мелодия на годината“                                   |                |
| 1977   |                                                  | „Малка песен за Бургас“ (м. Борис Карадимчев)   | Фестивал за забавна песен „Бургас, морето и неговите трудови хора“ | Бургас         |
| 1977   |                                                  | „Майска нощ“ (м. Петър Чернев)                  | Радиоконкурс „Пролет“                                              | София          |
| 1976   |                                                  | „Тайни“ (м. Развигор Попов)                     | Международен фестивал „Златният Орфей“                             | Слънчев бряг   |
| 1976   |                                                  | „Песен за морето“ (м. Атанас Бояджиев)          | Фестивал за забавна песен „Бургас, морето и неговите трудови хора“ | Бургас         |
| 1976   | мелодия „Септември“                              | „Морска песен“ (м. Кирил Аврамов)               | конкурс „Мелодия на годината“                                      |                |
| 1976   |                                                  | „Морска песен“ (м. Кирил Аврамов)               | Фестивал за забавна песен „Бургас, морето и неговите трудови хора“ | Бургас         |
| 1976   |                                                  | „Балада за Мириус“ (м. Константин Ташев)        | Фестивал за забавна песен „Бургас, морето и неговите трудови хора“ | Бургас         |
| 1973   |                                                  | „Мария“ (м. Иван Стайков)                       | Международен фестивал „Златният Орфей“                             | Слънчев бряг   |
| 1973   |                                                  | „Джулия“ (м. Емил Димитров)                     | Международен фестивал                                              | Сопот, Полша   |
| 1972   |                                                  | „Елегия“ (м. Ангел Заберски)                    | Международен фестивал „Златният Орфей“                             | Слънчев бряг   |
| 1971   | мелодия „Февруари“                               | „Като в онези синеоки нощи“ (м. Найден Андреев) | Тв конкурс „Мелодия на годината“                                   |                |
| 1970   |                                                  | „Ако не беше ти“ (м. Борис Карадимчев)          | Международен фестивал „Златният Орфей“                             | Слънчев бряг   |
| 1970   |                                                  | „Вечна светлина“ (м. Ангел Заберски)            | Радиоконкурс „Пролет“                                              | София          |
| 1969   |                                                  | „Тази любов“ (м. Петър Ступел)                  | Международен фестивал „Златният Орфей“                             | Слънчев бряг   |
| 1969   |                                                  | „Моя София“ (м. Димитър Вълчев)                 | Международен фестивал „Златният Орфей“                             | Слънчев бряг   |

## Дискография

### Студийни албуми
| Година | Албум                         | Вид | Издател     | Каталожен номер |
| ------ | ----------------------------- | --- | ----------- | --------------- |
| 2003   | „21 хита“, компилация         | CD  | Варна саунд | VS 010001       |
| 2000   | „Чичото Бон-Бон“, с „Бон-Бон“ | CD  | Чако мюзик  | CMCD 0001       |
| 1995   | „Добруджанка“                 | МС  | Рива саунд  | RS 0209         |
| 1977   | „Борис Гуджунов“              | LP  | Балкантон   | ВТА 10144       |

с „Бо Бо Бо“
| Година | Албум              | Вид | Издател   | Каталожен номер |
| ------ | ------------------ | --- | --------- | --------------- |
| 2007   | „Най-доброто...“   | CD  |           |                 |
| 1995   | „Момчета с късмет“ | МС  | Балкантон | ВТМС 7720       |

### Мини албуми
| Година | Име | Вид | Издател                                     | Каталожен номер    |
| ------ | --- | --- | ------------------------------------------- | ------------------ |
| 2006   | „Химн на Кирил и Методий“ | CD  | Министерство на труда и социалната политика |                    |
| 1982   | Борис Гуджунов/ Панайот Панайотов (Този град на брега на морето/ Момчето, което говори с морето)                                                                  | SP  | Балкантон                                   | ВТК 3717           |
| 1978   | „Борис Гуджунов“ (Татко/ Една измислена жена) | SP  | Балкантон                                   | BTK 3535           |
| 1977   | „Борис Гуджунов“ (Жена/ Ревност) | SP  | Балкантон                                   | BTK 3371           |
| 1975   | „Борис Гуджунов“ (Добре дошла, любов/ Рисунки на огъня) | SP  | Балкантон                                   | ВТК 3226           |
| 1973   | „Boris Goudjounow“, издадена в ГДР (Ich Bin Nicht Einsam/ Hast Du Vielleicht Geweint)                                                                             | SP  | AMIGA                                       | 4 55 924           |
| 1973   | „Борис Гуджунов“ (Вярвай в мен/ Няма време) | SP  | Балкантон                                   | ВТК 3042           |
| 1973   | „Борис Гуджунов“ (Ще пламне огън нов/ Ще има обич в нас) | SP  | Балкантон                                   | ВТК 3030           |
| 1973   | „Борис Гуджунов“ (Джулия /Не си родена още ти) | SP  | Балкантон                                   | BTK 3044           |
| 1972   | „Борис Гуджунов“ (Дай ми любов/ Дъждовни капки/ Мери/ Песен за огъня)                                                                                             | EP  | Балкантон                                   | ВТМ 6223           |
| 1972   | „Оркестър „София“ със своите солисти“ (Паша Христова – Когато имаш/ Мария Нейкова – Гледай мен/ Борис Гуджунов – Сутрин рано/ Мими Иванова – Птиците се завръщат) | EP  | Балкантон                                   | ВТМ 6208           |
| 1971   | „Франк Синатра/ Б. Карадочева/ Б. Гуджунов – Поют Франк Синатра, Б. Карадочева, Б. Гуджунов“                                                                      | SP  | Балкантон                                   | ВТК 6263           |
| 1971   | „Борис Гуджунов на Златният Орфей-71“ (Каквато искаш ти бъди/ Този свят красив)                                                                                   | SP  | Балкантон                                   | ВТК 2964           |
| 1969   | „Б. Гуджунов/ В. Дворянинова“ (Непонятная любовь/ Человек из мечты)                                                                                               | SP  | Мелодия                                     | 47765, 47766       |
| 1968   | „Мелодии друзей 68. Борис Гуджунов“ (Вместе счастливы/ Был один парень/ Зеленая трава у родного дома/ Алло, алло)                                                 | EP  | Мелодия                                     | 33ГД – 000997 – 98 |
| 1968   | „Лили Иванова/ Борис Гуджунов“ („Априлска шега“ – изп. Л. Иванова/ „Не заминавай“ – изп. Б. Гуджунов)                                                             | SP  | Балкантон                                   | ВТК 2832           |
| 1965   | „Изпълнения на Б. Гуджунов“ (Търси се една девойка/ Когато видиш моето момиче/ Май/ Песен за теб)                                                                 | EP  | Балкантон                                   | 5733               |

## Турнета
Прави гастроли в СССР, Полша, Сърбия, Турция, ГДР, Италия, Куба, Алжир, Япония и ЮАР.